# Betting, Moselle
Betting, cunoscută anterior sub denumirea de Betting-lès-Saint-Avold, este o comună franceză situată în departamentul Moselle, în regiunea Grand Est. Se află în regiunea naturală Warndt.

## Geografie
Betting este o comună mică din estul departamentului Moselle. Beneficiază de proximitatea față de granița cu Germania și de autostrada A4. Localitatea este traversată de râul Rosselle.

### Comune limitrofe
|               | Freyming-Merlebach |                        |
| Hombourg-Haut |                    | Béning-lès-Saint-Avold |
| Guenviller    | Seingbouse         |                        |

## Hidrografie
Comuna este situată în bazinul hidrografic al Rinului, în cadrul bazinului Rin-Meuse. Este drenată de râul Rosselle și de pârâul Dotelbach.
Rosselle, cu o lungime totală de 32,8 km, își are izvorul în comuna Boucheporn, traversează treisprezece comune franceze, apoi, dincolo de localitatea Petite-Rosselle, își continuă cursul în Germania, unde se varsă în râul Saar.

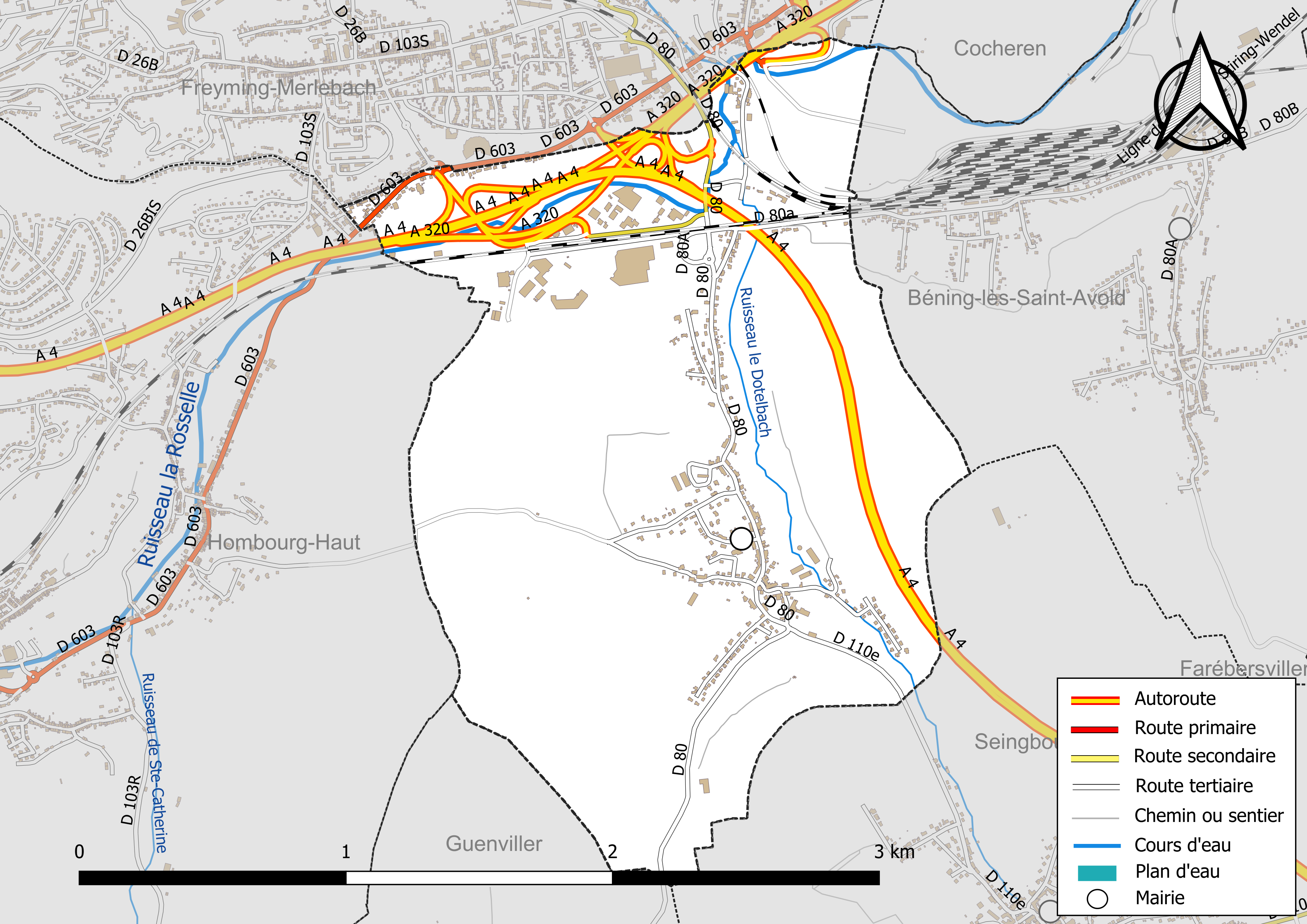
Betting - rețeaua hidrografică și rutieră

### Climă
În 2010, clima comunei era de tip montan, conform unui studiu al CNRS, bazat pe o serie de date aferente perioadei 1971-2000. În 2020, Météo-France a publicat o tipologie a climatului din Franța metropolitană, în care comuna este clasificată cu un climat semi-continental și se află în regiunea climatică Lorena, platoul Langres, Morvan, caracterizată printr-o iarnă aspră (1,5 °C), vânturi moderate și ceață frecventă în toamnă și iarnă.
Pentru perioada 1971-2000, temperatura medie anuală este de 9,7 °C, cu o amplitudine termică anuală de 17 °C. Cantitatea medie anuală de precipitații este de 906 mm, cu 11,3 zile de precipitații în ianuarie și 9,7 zile în iulie. Pentru perioada 1991-2020, temperatura medie anuală observată la stația meteorologică cea mai apropiată, situată în comuna Seingbouse la 2 km distanță în linie dreaptă, este de 10,5 °C, iar cantitatea medie anuală de precipitații este de 731,4 mm.
Pentru viitor, parametrii climatici estimati pentru comună, pentru anul 2050, conform diferitelor scenarii de emisii de gaze cu efect de seră, pot fi consultati pe un site dedicat publicat de Météo-France în noiembrie 2022.

## Urbanism

### Tipologie
La 1 ianuarie 2024, Betting este clasificată drept comună din „centura urbană”, conform noii grile comunale de densitate în șapte niveluri definită de INSEE (Institutul Național de Statistică și Studii Economice) în 2022. Ea aparține unității urbane Saarbrücken (GER)-Forbach (partea franceză), o aglomerație internațională care reunește 15 comune, dintre care face parte ca localitate de periferie. Comuna nu se află, de altfel, sub influența vreunei zone metropolitane.

### Ocuparea terenurilor
Ocuparea terenurilor în comuna Betting, conform bazei de date europene privind ocuparea biofizică a solurilor Corine Land Cover (CLC), este caracterizată printr-o pondere semnificativă a terenurilor agricole (57,5 % în 2018), în scădere față de 1990 (60,2 %). Repartizarea detaliată în 2018 era următoarea: terenuri agricole heterogene (35,4 %), terenuri arabile (22,1 %), zone industriale sau comerciale și rețele de comunicații (21 %), zone urbanizate (12,8 %), păduri (8,7 %). Evoluția ocupării terenurilor în comună și a infrastructurilor sale poate fi observată pe diferitele reprezentări cartografice ale teritoriului: harta Cassini (secolul XVIII), harta de stat-major (1820-1866) și hărțile sau fotografiile aeriene ale IGN pentru perioada actuală (1950 până în prezent).

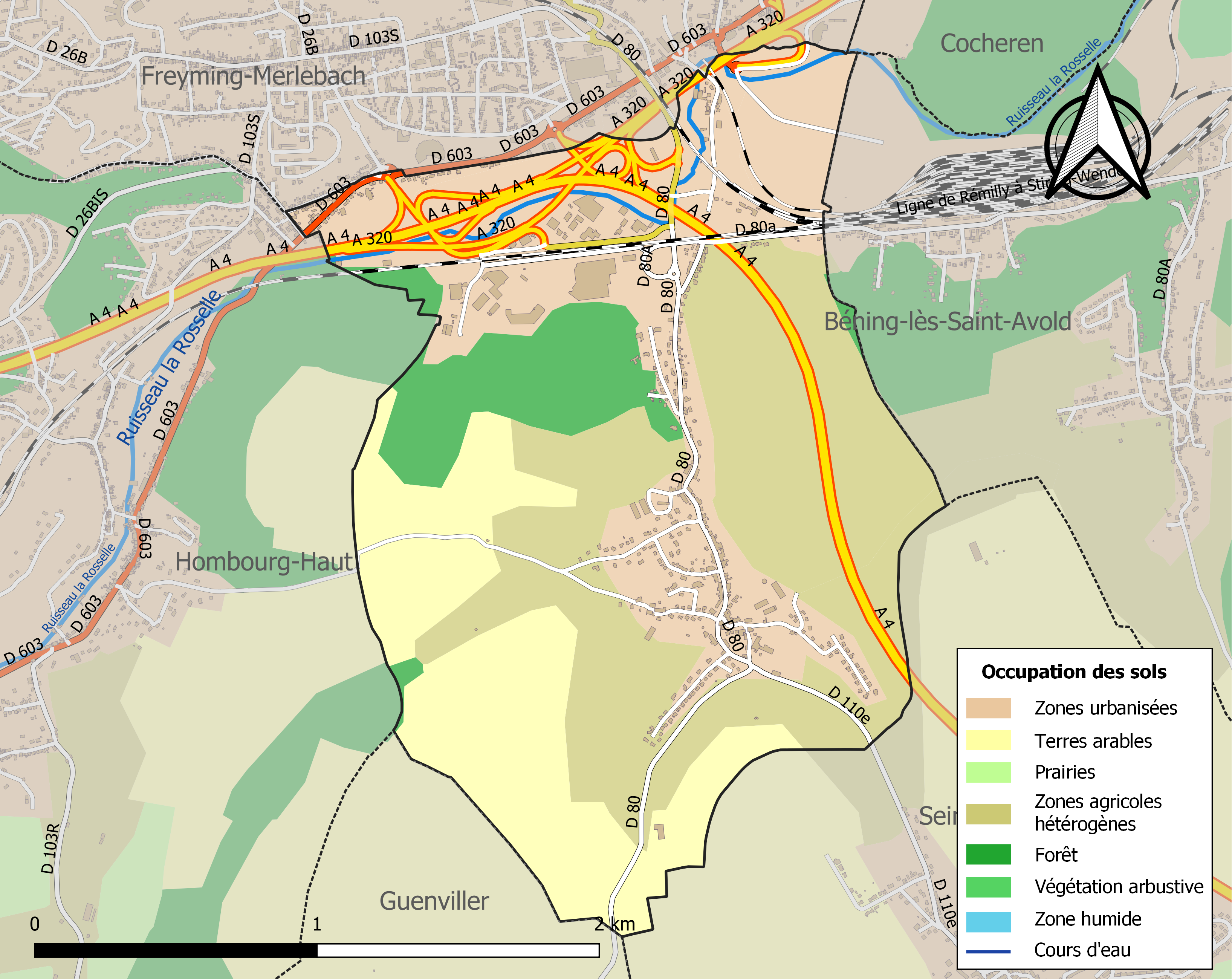
Harta infrastructurii și utilizării terenului a comunei în 2018 (CLC).

## Toponimie
Sensul toponimului: „domeniul lui Betto”, după numele unui personaj de origine germanică.
Denumiri vechi: Bettinga (1278), Betting by Homburg (secolul al XV-lea), Bettinghen (1455), Bettingen (1606), Betting (1793 și 1801), Bettingen (1871–1918 și 1940–1944). Ulterior, localitatea a purtat denumirea Betting-lès-Saint-Avold până la 12 septembrie 2005.
În francica lorenă: Bettinge.
Numele de familie Bettinger desemna odinioară locuitorii satului și ai localităților omonime din Moselle.

## Istorie
- Odinoară, Betting făcea parte din vechea provincie Trois-Évêchés și din bailliage-ul Vic[22].
- În secolul al XVIII-lea, senioria a aparținut familiilor de Vaulx d'Achy și Guiot[24].
- Unită cu Béning prin decretul din 23 ianuarie 1810, Betting a fost din nou ridicată la rang de comună prin ordonanța din 12 ianuarie 1833[22].

## Populația și societatea

### Date demografice
Evoluția numărului de locuitori este cunoscută prin recensămintele populației efectuate în comună începând din 1793. Pentru comunele cu mai puțin de 10 000 de locuitori, un recensământ al întregii populații este realizat la fiecare cinci ani, populațiile legale pentru anii intermediari fiind estimate prin interpolare sau extrapolare.
În 2022, comuna număra 860 locuitori, în scădere cu -0,23 % față de 2016 (Moselle: +0,52 %, Franța fără Mayotte: +2,11 %).
| An        | 1793 | 1806 | 1841 | 1861 | 1875 | 1885 | 1900 | 1921 | 1936 | 1962 | 1982 | 2006 | 2014 | 2022 |
| --------- | ---- | ---- | ---- | ---- | ---- | ---- | ---- | ---- | ---- | ---- | ---- | ---- | ---- | ---- |
| Populație | 238  | 328  | 378  | 366  | 339  | 304  | 290  | 335  | 429  | 771  | 758  | 890  | 821  | 860  |

## Cultură locală și patrimoniu

### Locuri și monumente

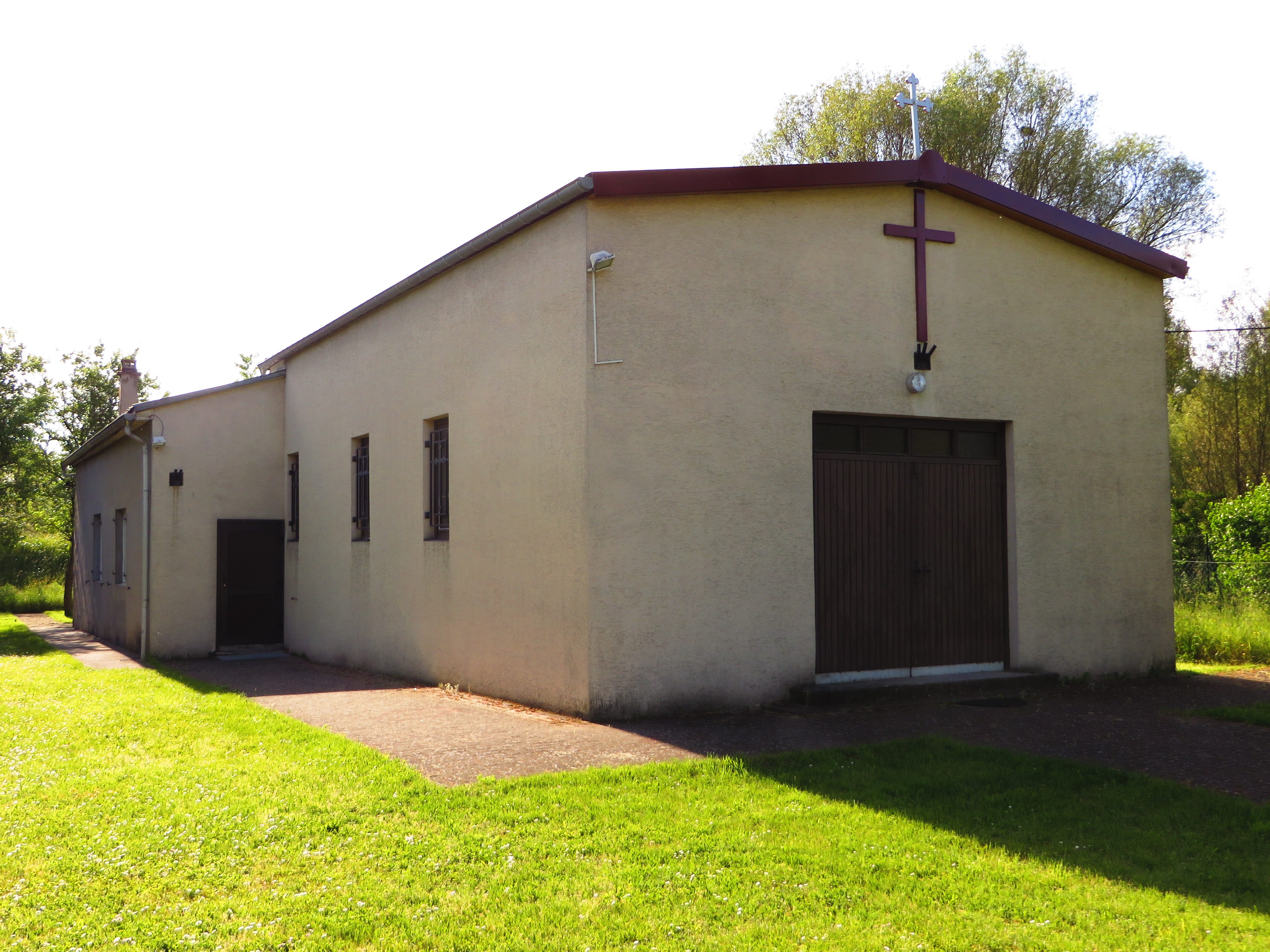
Capela ortodoxă Saint-Pierre-Lazare

- Vestigii galo-romane (o vilă foarte mare)
- Biserica Sfântul Bartolomeu, reconstruită în 1875 pe locul unei clădiri din 1757 extinse în 1845. Aceasta înlocuise o biserică din secolul al XIII-lea, transformată în secolul al XV-lea
- Capela ortodoxă Saint-Pierre-Lazare